# Nike Orion

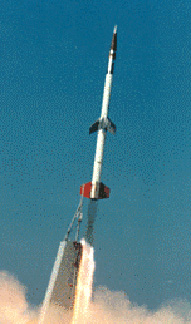
Nike Orion

Nike Orion ist die Bezeichnung einer zweistufigen amerikanischen Höhenforschungsrakete, bestehend aus einer Startstufe vom Typ Nike und einer Oberstufe vom Typ Orion. Die ursprüngliche Bezeichnung der Rakete, unter der der erste Prototyp flog, war Nike Hawk.
Die Nike Orion ist 9 m lang, hat einen Durchmesser von 0,42 m, eine Startmasse von 1100 kg und einen Startschub von 217 kN.
Die Rakete startete erstmals 1977, zuletzt 2003. Sie kann Lasten (payload) von 204 kg in eine Höhe von 90 km bzw. 90 kg in eine Höhe von 190 km bringen.